# Mario’s Picross
Mario’s Picross (jap. マリオのピクロス, Mario no pikurosu) ist ein Videospiel für den Game Boy. Es ist Teil einer Serie, in der auch noch Mario’s Picross 2 für den Game Boy (nur in Japan) und Mario’s Super Picross für das Super Nintendo erschienen.

## Übersicht
Zu Beginn des Spieles lassen sich die Spielmodi Easy Picross (64 Rätsel) und Picross auswählen. Letzterer besteht aus den Unterbereichen Kinoko (64 Rätsel), Star (64 Rätsel) und Time Trial (64 Rätsel). Insgesamt stehen somit 256 Rätsel zur Verfügung. Der Spielstand kann in 3 einzelnen Speicherbereichen gesichert werden.
Das Spiel entspricht dem japanischen Logikrätsel Nonogramm. Auf einem schachbrettartigen viereckigen Spielfeld befinden sich für jede Zeile und für jede Spalte Ziffern. Eine Ziffer steht dabei für nebeneinanderliegende Felder. Zwischen den durch jeweils eine Ziffer symbolisierten Bereichen liegt mindestens ein freies Feld, es können jedoch auch mehrere sein. Aus den Angaben lässt sich durch logisches Kombinieren ableiten, welche Boxen im Spiel aufgemeisselt werden müssen.
Wenn zu Beginn eines Rätsels die Hinweisfunktion aktiviert wird, werden mit Hilfe einem Zufallsmodus eine Zeile und eine Spalte komplett gelöst.
Für ein Puzzle stehen dem Spieler 30 Minuten Zeit zur Verfügung. Diese verkürzen sich jedoch, wenn falsche Felder aufgemeisselt werden.
Mario tritt immer wieder im Spiel in Erscheinung. So erklärt er im Tutorial die Spielregeln und gibt optional auch im Spiel zusätzliche Hinweise. Zudem treten weitere Charaktere der Mario-Reihe im Spiel in Nebenrollen in Erscheinung.

## Fortsetzungen
In Japan erschien exklusiv für den Game Boy ein Modul namens Picross 2 (ピクロス2?), dass eine Sammlung von Nonogram-Puzzeln beinhaltete. Das Spiel bietet eine Weltkarte und größere Bilder als beim Vorgänger die freizuspielen sind. Des Weiteren waren neben Marios Rätseln auch Rätsel von Wario spielbar.
Für den Super Famicom erschien 1995 exklusiv in Japan Mario's Super Picross (マリオのスーパーピクロス Mario no Sūpā Pikurosu?), das Spiel folgt zu großen Teilen den Vorgängern und wurde mit Super Famicom Mouse bedient. Der freie Modus des Spiels wurde für das Spiel Picross DS wiederverwendet. Das Gamesetting des Spiels wurde 1999 für 8 weitere Spiele wiederverwendet, die exklusiv in Japan auf dem Satellaview erschienen sind. Folgende Titel wurden veröffentlicht:
- Volume 1: Pokémon
- Volume 2: Yoshi's Story
- Volume 3: Kirby
- Volume 4: Star Fox 64
- Volume 5: Ocarina of Time
- Volume 6: Super Mario 64
- Volume 7: Wario Land 2
- Volume 8: Donkey Kong Country[2]

## Sonstiges
- Die Total bewertete das Spiel in der Ausgabe 08/95 mit der Schulnote 2.
- Mario's Picross wurde durch das Game Informer Magazine (Ausgabe 100, August 2001) auf Platz 91 der "Top 100 Games of All Time" gewählt.